# Zu Mao
Zu Mao (chinesisch 祖茂 / 祖茂, Pinyin Zŭ Mào; * im 2. Jahrhundert; † 189) war ein Offizier des Generals Sun Jian gegen Ende der Han-Dynastie im alten China.
Er kämpfte in der Schlacht am Sishui-Pass gegen Dong Zhuos General Hua Xiong, musste aber nach dessen Überraschungsangriff fliehen. Um seinem Herrn Sun Jian die Flucht zu ermöglichen, tauschte er mit ihm den Helm. Hua Xiong verfolgte ihn statt Sun Jian und tötete ihn, aber Sun Jian entkam.
| Personendaten    | Personendaten         |
| ---------------- | --------------------- |
| NAME             | Zu, Mao               |
| ALTERNATIVNAMEN  | 祖茂 (chinesisch)     |
| KURZBESCHREIBUNG | chinesischer Offizier |
| GEBURTSDATUM     | 2. Jahrhundert        |
| STERBEDATUM      | 189                   |